# Strălucirea lunii, adierea vântului
Strălucirea lunii, adierea vântului (2004) (titlu original Brilliance of the Moon) este al treilea roman din populara serie a lui Lian Hearn Legendele clanului Otori. El prezintă evenimentele petrecute în lunile care au urmat căsătoriei dintre Takeo și Kaede, care a avut loc la sfârșitul cărții a doua, Sub cerul liber, având drept pernă iarba, și care au dus la confruntarea dintre Takeo și războinicul Arai Daiichi. Romanul acoperă o perioadă de aproximativ 8 luni, din primăvară până iarna.

## Intriga
La puțină vreme după căsătoria sa cu Kaede, Takeo primește în Terayama un mesaj de amenințare de la unchii săi, împreună cu capul lui Ichiro, fostul său profesor. Armata Otori îi pregătește o ambuscadă, așa încât Takeo își duce armata pe altă rută, trecând munții și râul Kibi, folosind un pod făcut de Jo-An și câțiva proscriși. După o scurtă confruntare cu niște bandiți, armata ajunge la Maruyama, domeniul moștenit de Kaede. Însă ginerele Doamnei Maruyama, Iida Nariaki, văr cu Iida Sadamu, a ajuns acolo înaintea lor, însă armata lui Takeo reușește să o înfrângă pe a lui și să îl omoare.
Între timp, Shizuka și Kondo Kiichi ajung în satul ascuns Muto, unde îi întâlnesc pe unchiul ei, Kenji, și pe cei doi fii ai ei. Shizuka se teme de consecințele pe care le va avea căsătoria grăbită a lui Kaede și află de la Kenji despre bănuielile clanului Kikuta legate de existența unor notițe despre Trib adunate de Shigeru înainte de a muri. Kondo este trimis la Arai, ca să afle despre reacția lui Arai în legătură cu căsătoria lui Kaede și despre sentimentele pe care le are față de cei doi fii dăruiți lui de Shizuka. Kenji îi povestește Shizukăi despre faptul că fiica lui, Yuki, a fost dată de soție lui Akio și ulterior obligată să își ia viața după ce s-a născut fiul lui Takeo. Fiul rămâne la clanul Kikuta, care au propriile planuri legate de băiat și de viitorul lui Takeo.
În Maruyama, Takeo și Kaede repun pe picioare domeniul și, fiind amenințat de membrii locali ai Tribului, Takeo îi execută. În continuare, concepe un plan de a invada Hagi pe mare, călătorind în acest scop pe insula Oshima pentru a se întâlni cu prietenul său din copilărie, Terada Fumio, a cărui familie a devenit una de pirați, cu care Takeo vrea să se alieze. Pe drum, Takeo se întâlnește cu Ryoma, un fiu ilegitim al unchiului său, Masahiro. Pactul cu tatăl lui Fumio este făcut, dar întoarcerea este întârziată de izbucnirea unui taifun.
În lipsa lui, Kaede călătorește la Shirakawa împreună cu Hiroshi, unde descoperă că Shoji, administratorul domeniului Shirakawa, i-a predat surorile seniorului Fujiwara și a eliberat ostaticul pe care îl țineau. Kaede ascunde înregistrările despre Trib într-o peșteră sfântă din apropiere și încearcă să își recupereze surorile, dar este răpită de Fujiwara. Hiroshi scapă și pleacă să ducă vestea la Maruyama. Fujiwara declară ilegală căsătoria lui Kaede cu Takeo și o forțează să se mărite cu el. El nu dorește consumarea acestei căsătorii, ci doar să o păstreze pe Kaede închisă, ca și pe toate celelalte proprietăți ale sale.
Takeo se întoarce la Maruyama și află despre răpirea lui Kaede. Armata lui pornește spre Shirakawa, dar nu dă doar peste armata lui Fujiwara, ci și peste a lui Arai. Maruyama e cucerită de Arai, așa încât lui Takeo nu îi rămâne decât să se retragă spre coastă, unde speră să fie ajutat de Fumio, dar acesta nu poate veni din cauza condițiilor meteorologice nefavorabile. Takeo se predă lui Arai, dar acesta nu îl ucide, ci propune o alianță împotriva seniorilor Otori. Înfuriat pe clanul Kikuta pentru că i-a ucis fata, Kenji se întoarce împotriva lu și îi propune lui Takeo pacea și o alianță cu toate clanurile Tribului, în afara Kikuților. Înainte de a porni campania împotriva orașului Hagi, Fumio îi prezintă lui Takeo o invenție capturată de la barbari: o armă de foc.
Armata lui Arai mărșăluiește spre nord, iar Takeo navighează spre coasta orașului Hagi.Împreună cu Kenji și Taku, fiul mai mic al lui Arai și Shizuka, se strecoară în castel și îi ucide pe seniorii Otori și familiile lor, cucerind orașul fără luptă. Dar, când armata lui Arai ajunge la oraș, Takeo descoperă că seniorul îl trădase, dorind alianța cu el doar pentru a pune mâna pe Hagi. Fumio îl ucide pe Arai cu ajutorul armei de foc, moment în care un cutremur de mare magnitudine devastează cele trei țări. Armata lui Arai este distrusă, la fel ca și castelul lui Fujiwara, într-un exemplu de Deus ex machina.
Maestrul Kikuta Kotaro încearcă să îl asasineze pe Takeo, la fel cum a făcut-o și cu tatăl lui, dar Kenji și Taku îi sar în ajutor și îl înfrâng. Takeo își pierde două degete și trece printr-un delir prelungit, din cauza otrăvii de pe lama care l-a tăiat și, când își revine, descoperă că a venit iarna. Plecând în căutarea lui Kaede, o găsește la locul sacru în care ascunsese înregistrările despre Trib, cu urme de arsuri pe ceafă în urma incendiului care a urmat cutremurului ce a distrus castelul lui Fujiwara.

## Epilog
Cartea se încheie cu un epilog, a cărui acțiune se petrece 15 ani mai târziu, creând temelia pentru continuarea The Harsh Cry of the Heron. Takeo conduce Cele Trei Țări și are trei fiice, nu i-a spus lui Kaede despre fiul avut cu Yuki și știe că va muri de mâna lui, destin pe care nu îl poate evita.